# Serrano (métro de Madrid)
Pour les articles homonymes, voir Serrano.
Serrano est une station de la ligne 4 du métro de Madrid. Elle est située sous l'intersection entre les rues Serrano et Goya, dans le quartier de Recoletos, de l'arrondissement de Salamanca, à Madrid en Espagne.

## Situation sur le réseau
Elle est située entre Colón à l'ouest, en direction de Argüelles et Velázquez à l'est, en direction de Pinar de Chamartín.
Elle possède deux voies et deux quais latéraux.

## Histoire
La station est ouverte le 23 mars 1944, lors de la mise en service de la ligne 4 entre Argüelles et Goya.

### Accueil
La station possède quatre accès équipés d'escaliers, mais sans escalier mécanique ni ascenseur.

### Intermodalité
La station est en correspondance avec les lignes d'autobus no 1, 9, 19, 21, 51, 53, 74 et N4 du réseau EMT.